# Vitalij Volodimirovics Szkakun
Vitalij Volodimirovics Szkakun (ukránul: Віталій Володимирович Скакун;  Berezsani, 1996. augusztus 19. – Henyicseszk, 2022. február 24.) ukrán katona, aki az Ukrán Haditengerészet 35. tengerészgyalogos-dandár tűzszerészegységénél szolgált.

## Fiatalkora
Szkakun 1996. augusztus 19-én született Berezsaniban. Hegesztőnek tanult, a Lvivi Műszaki Egyetemen végezte tanulmányait.

## Pályafutása
Oroszország 2022-es ukrajnai inváziója alatt Szkakun egysége Henyicseszk város megvédésével volt megbízva a Perekopi-földszoros közelében. Ahogy orosz erők közeledtek pozíciójukhoz, az ukrán katonák úgy döntöttek, hogy elpusztítják a henyicseszki közúti hidat, hogy lelassítsák az orosz előrehaladást északra a herszoni offenzíva során. Szkakun elvállalta, hogy aknákat helyez a hídra.
2022. február 24-én, miután elhelyezte a robbanóanyagokat, nem volt elég ideje ahhoz, hogy elhagyja a hidat, és miután üzenetet küldött a társainak, jelezve tervét, felrobbantotta az aknákat, ezzel megölve saját magát és elpusztítva a hidat. Ennek köszönhetően lelassult az orosz hadsereg és időt adott egységének, hogy felkészüljön a támadásra.
2022. február 26-án Ukrajna elnöke, Volodimir Zelenszkij neki ítélte az Az arany csillag rendje kitüntetést.